# رابطه اسلامی کرد
رابطه اسلامی کرد (به کردی: ڕابیتەی ئیسلامی کورد)، (به عربی: الرابطة الاسلامية الكوردية) سازمان خیریه‌ای اسلامی کردی مستقل است که از سوی علی قره‌داغی نایب رئیس مجمع بین‌المللی تقریب بین مذاهب و دبیرکل اتحادیه جهانی علمای اسلام در ماه ژوئن ۱۹۸۸ میلادی در کشور ترکیه بنیان نهاد شده‌است. شعبه‌های این سازمان هم‌اکنون در عراق، سوئد، آلمان، بریتانیا فعال است. این سازمان خیریه علاوه بر امور خیریه و کمک به فقراء به ویژه در کردستان عراق، در آبادانی و ساخت مساجد، اماکن پزشکی، سلامتی و تندرستی، اماکن اجتماعی و… نیز فعال است.